# Adenopilina adenensis
Adenopilina adenensis är en blötdjursart som först beskrevs av Tebble 1967.  Adenopilina adenensis ingår i släktet Adenopilina och familjen Neopilinidae. Inga underarter finns listade i Catalogue of Life.